# Vịt hun khói Tứ Xuyên

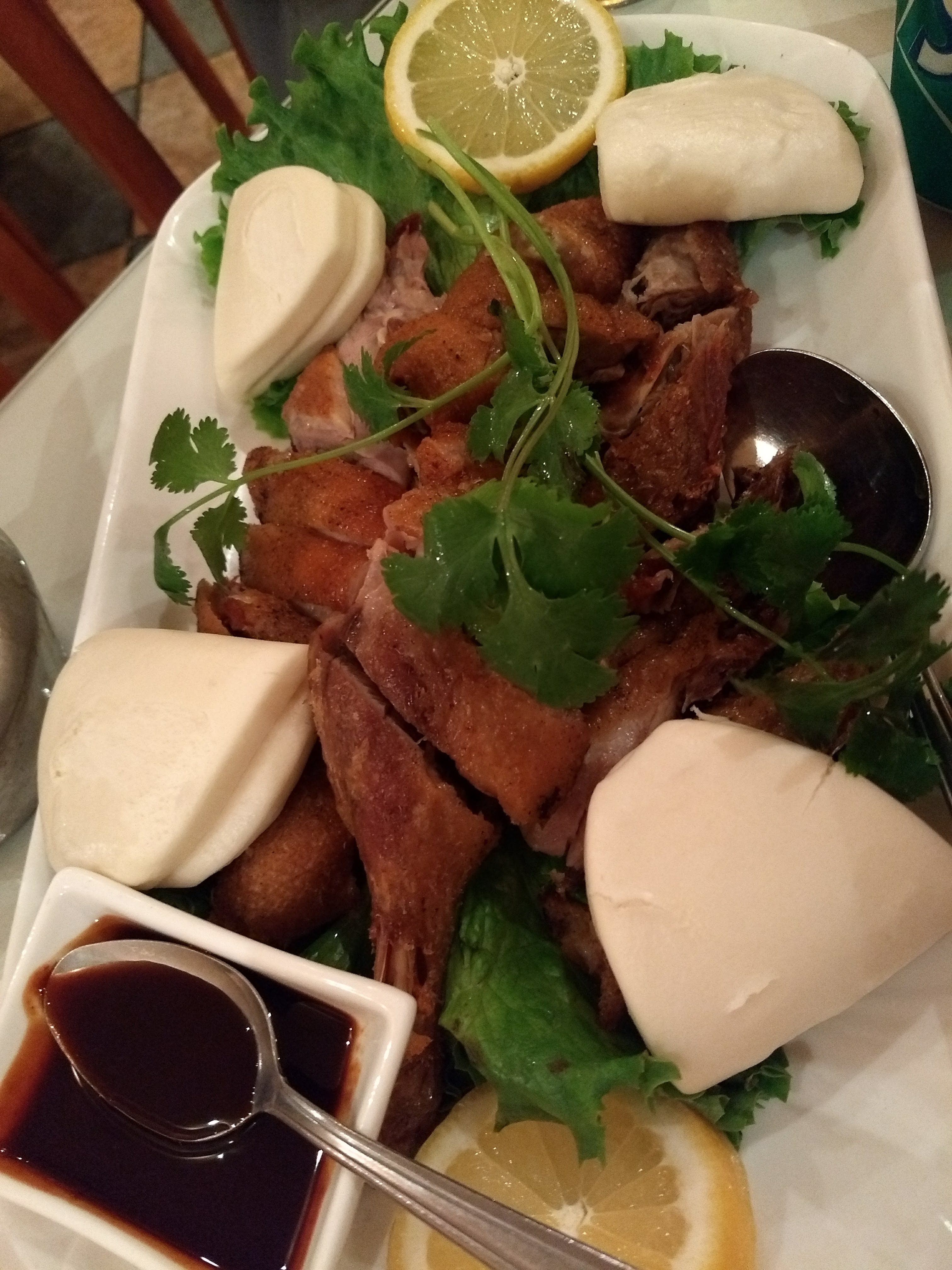
Vịt xông khói Tứ Xuyên

Vịt xông khói Tứ Xuyên hay còn gọi là vịt xông khói hương trà (tiếng Trung: 樟茶鸭; Hán-Việt: Chương trà áp; bính âm: zhāngchá yā) hay Vịt long não Tứ Xuyên hay đơn giản là vịt hun khói  là một món ăn tinh túy của ẩm thực Tứ Xuyên được chế biến bằng cách hun khói nóng một con vịt ướp trên lá trà và lá long não. Một số sách nấu ăn và các tác giả đã sử dụng lá và cành của cây long não để xông khói do tên món ăn, nhưng đây là một sự hiểu lầm. Do cách chế biến phức tạp, vịt xông khói thường được ăn trong các bữa tiệc hoặc các sự kiện lễ hội hơn là một món ăn gia đình hàng ngày.

## Giai thoại
Giai thoại gắn liền với món vịt long não này là vào thời Từ Hy thái hậu, bà đã cho mời vị đầu bếp nổi tiếng tại Thành Đô là Huỳnh Tấn Lâm vào dâng thiện với các món ăn mới lạ. Vị đầu bếp này đã làm món vịt hun khói với lá long não và lá trà, vốn là những loại lá thường thấy ở Tứ Xuyên để làm món vịt hun khói lá long não. Món vịt với vị thơm đặc biệt của loại lá trà này được Từ Hy thái hậu khen ngợi hết lời. Sau khi trở về quê nhà Thành Đô, món ăn này cũng trở nên nổi tiếng và là một trong những món vịt đặc sản của tỉnh Tứ Xuyên từ công thức của người đầu bếp này.

## Chế biến
Nếu các món khác chỉ cần 30 phút đến 2 tiếng đồng hồ để hoàn thành thì món ăn này phải mất đến vài ngày. Đầu tiên vịt sẽ được ướp và hun khói bằng lá trà để hấp thụ những hương vị mới. Sau đó đến công đoạn hấp và chiên giòn. Sau đó sẽ cho ra một món ăn ít cay, nóng ở Tứ Xuyên. Món vịt mềm, mọng nước, thơm mùi khói trứ danh của Tứ Xuyên được làm theo bí quyết riêng. Từ khẩu vị đến cách ăn của món vịt này đều khác xa với món vịt quay Bắc Kinh. Nếu vịt Bắc Kinh sử dụng loại vịt béo, có lớp mỡ dày do nuôi trong lồng và nhồi thức ăn thường xuyên thì vịt long não lại sử dụng vịt hồ, có đầu nhỏ, ốm. Đồng thời vịt để nấu món vịt long não phải là vịt cái, thịt mềm tươi hơn vịt đực.
Sau khi hun khói thịt vịt trong 1 giờ, người ta thêm một công đoạn nữa mới ra món. Vịt đầu tiên được ướp trong vài giờ với sự kết hợp điển hình của hạt tiêu Tứ Xuyên nguyên hạt hoặc nghiền nát. Người chế biến sẽ mổ bụng vịt (rạch một đường thẳng từ ức xuống bụng), rửa sạch để ráo nước và đổ hết nguyên liệu làm nước sốt vào nồi, đun sôi rồi vặn nhỏ lửa đun tiếp khoảng 40 phút. Cho vịt vào, đậy vung ninh khoảng 20-25 phút cho vịt gần nhừ rồi lấy ra. Sau khi ướp, vịt được chần nhanh qua nước nóng để da săn lại, sau đó quấn khăn và hong khô. Bước này đảm bảo da vịt không bị đắng trong quá trình hun khói. Sau đó, một chiếc chảo được chuẩn bị để hun khói vịt với lá trà đen. Sau khi xử lý bằng khói khoảng 10-15 phút, vịt sau đó được hấp thêm 10 phút trước khi chiên ngập dầu trong dầu thực vật cho đến khi da giòn.
Đun nóng dầu phộng trong chảo, cho trà vào xào cho thơm rồi cho dần đường vàng vào, vừa rắc vừa khuấy, khi có khói vàng sủi lên thì lập tức đặt vỉ nướng lên trên và trải vịt đã ninh lên vỉ nướng, nêm muối, vặn nhỏ lửa hun khoảng 10-15 phút cho ngấm gia vị rồi lấy ra chặt miếng vừa dùng. Căn cứ vào khối lượng vịt để định lượng gia vị và thời gian hầm vịt. Có thể chặt miếng vịt trước khi xếp lên vỉ nướng để xông khói, để miếng vịt thơm đậm hơn, nhưng thời gian xông khói sẽ ngắn hơn. Có thể xông nguyên phần ức vịt hoặc ức ngỗng sẽ tiết kiệm thời gian hơn với gừng, tỏi và muối, với phần lớn được xát bên trong khoang của con vịt. Để tăng hương vị, đôi khi nước xốt xoa được cho thêm với  hạt tiêu đen, lá trà và lá long não. 